# Dwight Tiendalli
Dwight Tiendalli (Paramaribo, 21 ottobre 1985) è un ex calciatore olandese, di ruolo difensore.

## Caratteristiche tecniche
Di ruolo terzino destro, è bravo in entrambe le fasi di gioco.

## Carriera

### Club
Nato in Suriname, si è trasferito da piccolo, come molti suoi connazionali, in Olanda. Nel 2004 ha esordito in Eredivisie con l'Utrecht, mentre nell'estate 2006 è stato acquistato dal Feyenoord. Dopo due stagioni e mezza (e 13 presenze), nel gennaio 2008 è andato in prestito per sei mesi allo Sparta Rotterdam, ritornando al Feyenoord al termine stagione, dove però non gli viene rinnovato il contratto.
Il 14 settembre 2009 viene acquistato a parametro zero dal Twente con il quale vince la KNVB beker contro l'Ajax l'8 maggio 2011. Nell'estate 2012, dopo 71 presenze e 1 gol, rimane svincolato e firma un contratto annuale con lo Swansea City. Il 26 marzo 2015 passa in prestito al Middlesbrough. A fine prestito fa ritorno allo Swansea, salvo rescindere il contratto che lo legava al club gallese il 1º settembre 2015.

### Nazionale
Ha fatto parte della nazionale olandese ai vittoriosi Europei 2006 Under-21 in Portogallo. Ha giocato come terzino destro ed è stato inserito dagli addetti dei Uefa.com nel Best 11 della manifestazione.

## Palmarès

### Club

#### Competizioni nazionali
- Campionato olandese: 1

Twente: 2009-2010
- Supercoppa dei Paesi Bassi: 2

Twente: 2010, 2011
- Coppa dei Paesi Bassi: 1

Twente: 2010-2011
- Coppa di Lega inglese: 1

Swansea City: 2012-2013